# Sierra de Lanaja
La sierra de Lanaja es una sierra en la provincia de Huesca, en Aragón, España. Situada a la umbría de la Sierra de Alcubierre, correspondiendo con su vertiente noroeste, dotándola de mejores condiciones climáticas, siendo más húmeda que las zonas sur de la serranía.

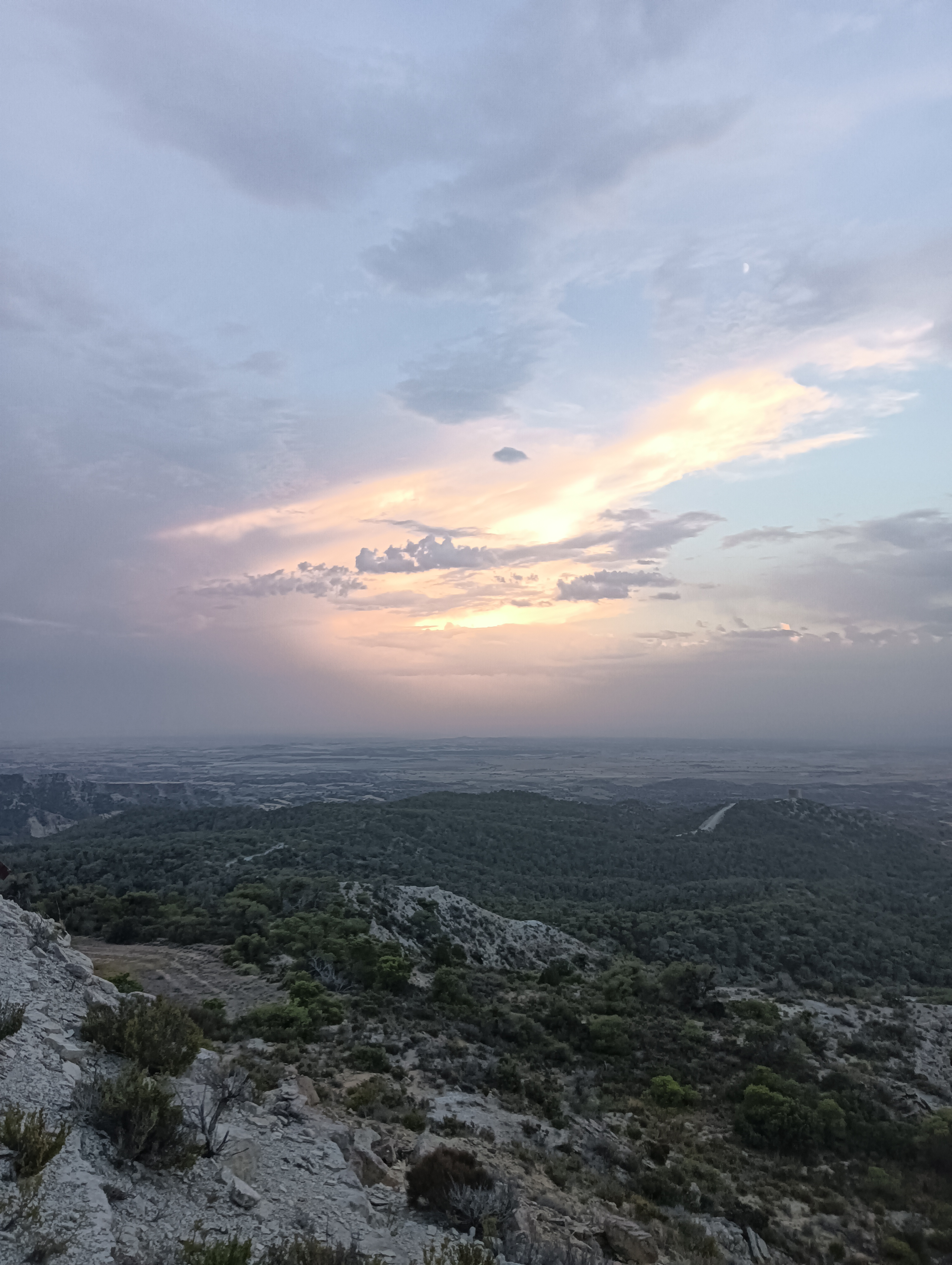
Sierra de Lanaja ,Huesca

Sus principales picos son Torre Ventosa (801 m) y la Manadilla (703 m). Forma una cordillera de aproximadamente 20 km en dirección noreste-noroeste, con un pie de monte de 570 m. La sierra se encuadra casi en su práctica totalidad dentro del término municipal de Lanaja.
Fue una de las zonas de actuación del histórico bandolero local El Cucaracha.